# CP/M

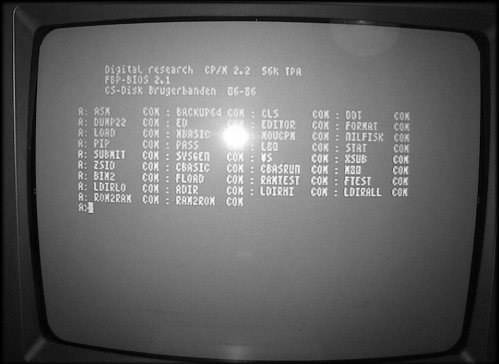
Mã CP/M

CP/M, ban đầu là chữ viết tắt của Control Program/ Monitor, sau đó là Control Program for Microcomputers, là một hệ điều hành cho thị trường đại chúng được tạo ra vào năm 1974 cho máy vi tính dựa trên vi xử lý Intel 8080 / 8085 do Gary Kildall của công ty Digital Research viết ra. Ban đầu nó chỉ giới hạn tác vụ đơn trên bộ xử lý 8 bit và bộ nhớ không quá 64 kilobytes, các phiên bản sau của CP/M đã thêm các biến thể đa người dùng và được chuyển sang bộ xử lý 16 bit.
Sự kết hợp giữa bus máy tính CP/M và S-100 được mô hình hóa lỏng lẻo trên MITS Altair, một tiêu chuẩn ban đầu trong ngành vi tính. Nền tảng máy tính này được sử dụng rộng rãi trong kinh doanh từ cuối những năm 1970 và đến giữa những năm 1980. CP/M đã tăng quy mô thị trường cho cả phần cứng và phần mềm bằng cách giảm đáng kể số lượng lập trình cần thiết để cài đặt ứng dụng trên máy tính của nhà sản xuất mới. Một động lực quan trọng của đổi mới phần mềm là sự ra đời của (tương đối) các máy vi tính giá rẻ chạy CP/M, khi các lập trình viên và hacker độc lập đã mua chúng và chia sẻ sáng tạo của họ trong các nhóm người dùng. CP/M đã được DOS thay thế ngay sau khi IBM PC được giới thiệu năm 1981.